# Louis Anquetin

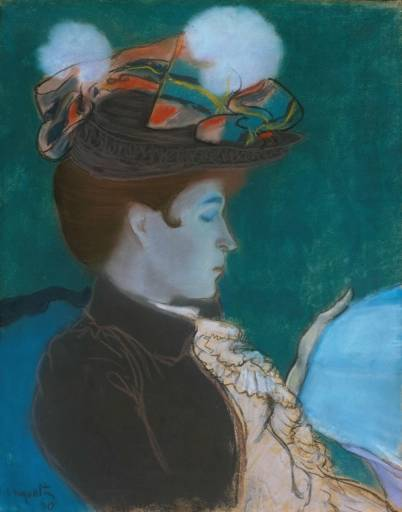
Louis Anquetin, Czytająca kobieta (1890)

Louis Anquetin (ur. 26 stycznia 1861 w Étrépagny, zm. 19 sierpnia 1932 w Paryżu) – francuski malarz. Oprócz obrazów Anquetin tworzył także grafiki, projektował tkaniny, pisał artykuły o sztuce.
Przybył do Paryża w 1882, studiował w atelier Léona Bonnata i Fernanda Cormona. Jego przyjaciółmi byli Henri de Toulouse-Lautrec, Émile Bernard i Vincent van Gogh. Wczesne pracy artysty powstawały pod wpływem impresjonizmu i Edgara Degasa. W 1887 Anquetin i Bernard opracowali nowatorską metodę malowania przy użyciu silnego czarnego konturu linii i płaskich obszarów koloru. Nowy styl, nazwany przez krytyka Edouarda Dujardina cloisonnismem, inspirowany był średniowiecznymi witrażami i japońską ukiyo-e. Jego twórczość miała duży wpływ na malarstwo van Gogha.
Po 1890 Anquetin przestał zajmować się sztuką nowoczesną i zaczął studiować dzieła starych mistrzów, szczególnie Rubensa. Malował alegorie inspirowane mitologią, sceny rodzajowe i historyczne, portrety, pejzaże i martwe natury. Projektował kartony do tapiserii dla manufaktury w Beauvais i wielkie dekoracje o tematyce mitologicznej. Pod koniec życia napisał książkę o Rubensie, która została opublikowana 1924 w roku. Zmarł w Paryżu.